# Новеро, Мирьям
Мирьям Эмма Новеро (фин. Mirjam Novero; 25 мая 1915, Таммерфорс, Великое княжество Финляндское, Российская империя — 14 января 1996, Хельсинки) — финская актриса
 театра и кино.

## Биография
Выступала на сценах Рабочего театра Тампере и Финского национального театра.
Снималась в фильмах, которые ставил её муж режиссёр Эдвином Лайне. Снялась в 14 кинофильмах.
Умерла после продолжительной болезни. Похоронена вместе со своим мужем Э. Лайне на кладбище Хиетаниеми в Хельсинки.

## Фильмография
- Kultainen kynttilänjalka (1946)
- Laitakaupungin laulu (1948)
- Onnen-Pekka (1948)
- Prinsessa Ruusunen (1949)
- Isäpappa ja keltanokka (1950)
- Niskavuoren Heta (1952)
- Kunnioittaen (1954)
- Niskavuori taistelee (1957)
- Свен Туува / Sven Tuuva (1958)
- Pinsiön parooni (1962)
- Pikku Suorasuu (1962)
- 1968 — Здесь, под Полярной звездой — Анна Кививуори
- 1970 — Аксели и Элина — Анна Кививуори
- Pohjantähti (1973)